# Лукас, Джон Мередит
Джон Мередит Лукас (англ. John Meredyth Lucas) (1 мая 1919 – 19 октября 2002) был американским сценаристом, режиссёром и продюсером, прежде всего для телевидения.

## Карьера
Сын сценаристки Бесс Мередит и сценариста/режиссёра Уилфреда Лукаса, а также приёмный сын режиссёра Майкла Кёртиса, Лукас вырос в Южной Калифорнии, где он учился в нескольких школах, включая Городскую военную академию, Юго-западную военную академию, Тихоокеанскую военную академию и Среднюю школу Беверли-Хиллз. После неудачной попытки поступить в колледж он начал свою голливудскую карьеру с работы секретаря сценариста в Warner Brothers.
Его лучше всего помнят за работу, которую он проделал в «Звёздном пути» как сценарист, продюсер и режиссёр. Он написал четыре эпизода для сериала «Звёздный путь», транслируемого с 1967 по 1969 год, «Подменыш», «Образец силы», «Элаан Тройская» и «Та, что осталась в живых». Он также снял три эпизода «Звёздного пути» 1968 года «Новейший компьютер», «Происшествие на «Энтерпрайзе»» и «Элаан Тройская». Последний эпизод был единственным в оригинальном сериале, режиссёром которого был его сценарист. Лукас также был указан как продюсер для второй части второго сезона (1967–1968).
Он также написал для сериалов «Менникс», «Беглец», «Безмолвная сила», «Гарри О» (сериал Дэвида Джэнссена, 1970-х), «Человек на шесть миллионов долларов» и телевизионных адаптаций «Планеты обезьян» и «Бегства Логана». «Тёмный город» (1950) и «Пекинский экспресс» (1951) были в числе его работ в написании полнометражных фильмов. В течение 1959–1960 годов он работал в Австралии над сериалом «Хлыст», снимая многочисленные эпизоды сериала (некоторые из которых были написаны позднем создателем «Звёздного пути» Джином Родденберри).
В 1951 году он женился на актрисе австралийского происхождения Джоан Винфилд. Вместе они вырастили троих детей. После её смерти в 1978 году он снова женился. Он умер в Лос-Анджелесе 19 октября 2002 года от лейкемии. После его смерти в 2002 году он был кремирован, а его прах был позже отправлен в космос суборбитальным полетом в 2007 году. Впоследствии он был запущен в орбитальный полет 2 августа 2008 года, однако через две минуты после запуска ракета вышла из строя.

## Работы над эпизодами «Звёздного пути»
- 1967 - Наваждение[англ.] - (Продюсер)
- 1967 – Подменыш – (Сценарист)
- 1967 – Путь на Вавилон – (Продюсер)
- 1968 - Игроки Трискилиона[англ.] – (Продюсер)
- 1968 - Доля в деле[англ.] - (Продюсер)
- 1968 – Образец силы[англ.] – (Сценарист)
- 1968 – Новейший компьютер[англ.] – (Режиссёр)
- 1968 – Происшествие на «Энтерпрайзе»[англ.] – (Режиссёр)
- 1968 - Возвращение в завтра[англ.] - (Продюсер)
- 1968 – Элаан Тройская[англ.] – (Сценарист и Режиссёр)
- 1969 – Та, что осталась в живых[англ.] – (Телесценарист)

## Фильмография

### Фильмы
| Год  | Фильм                       | Работа                    | Заметки                                                        |
| ---- | --------------------------- | ------------------------- | -------------------------------------------------------------- |
| 1943 | Человек-горилла             | Режиссёр диалогов         |                                                                |
| 1943 | Убийство на морской границе | Режиссёр диалогов         |                                                                |
| 1943 | Это армия                   | Второй помощник режиссёра | Не указан                                                      |
| 1944 | Последняя поездка           | Режиссёр диалогов         |                                                                |
| 1947 | Вне подозрений              | Режиссёр диалогов         |                                                                |
| 1950 | Тёмный город                | Сценарист                 | Co-сценарист с Ларри Маркусом                                  |
| 1951 | Пекинский экспресс          | Сценарист                 |                                                                |
| 1951 | Красная гора                | Сценарист                 |                                                                |
| 1952 | Капитан-пират               | Сценарист                 | Co-сценарист с Фрэнком Бертом и Робертом Либоттом              |
| 1953 | Перекати-поле               | Сценарист                 |                                                                |
| 1956 | Алый час                    | Сценарист                 | Co-сценарист с Элфордом Ван Ронкелем и Фрэнком Тэшлином        |
| 1958 | Знак Зорро                  | Сценарист                 |                                                                |
| 1961 | Последняя война             | Сценарист                 | Английский дубляж (Не указан)                                  |
| 1962 | Горас                       | Сценарист                 | Английский дубляж                                              |
| 1965 | Моя кровь стынет в жилах    | Сюжет                     |                                                                |
| 1971 | Город на дне моря           | Сценарист                 |                                                                |
| 1974 | Ад в раю                    | Сценарист                 |                                                                |
| 1980 | Прощание с планетой обезьян | Режиссёр                  |                                                                |
| 1984 | Иешуа                       | Сценарист, Режиссёр       | Документальный, Co-сценарист и Co-режиссёр с Ардоном Олбрайтом |
| 1984 | 3 дня                       | Режиссёр                  | Короткометражный                                               |
| 1989 | Пасха волшебного мальчика   | Режиссёр                  | Короткометражный, Co-режиссёр с Марком Дэниелсом               |

### Телевидение
| Год     | ТВ Сериал                           | Работа                                                  | Заметки                                    |
| ------- | ----------------------------------- | ------------------------------------------------------- | ------------------------------------------ |
| 1953    | Мистер и миссис Норт                | Сценарист                                               | 2 Эпизода                                  |
| 1954-55 | Шоу Лоретты Янг                     | Сценарист                                               | 3 Эпизода                                  |
| 1954-55 | Волшебный мир Диснея                | Сценарист                                               | 2 Эпизода                                  |
| 1954-55 | Медик                               | Сценарист, Режиссёр                                     |                                            |
| 1955    | Сцена 7                             | Сценарист                                               | 1 Эпизод: «The Legacy»                     |
| 1955-56 | Кавалькада Америки                  | Сценарист, Режиссёр                                     |                                            |
| 1955-56 | Телевизионный театр Форда           | Режиссёр                                                | 6 Эпизодов                                 |
| 1956    | Домик знаменитостей                 | Режиссёр                                                | 2 Эпизода                                  |
| 1956-57 | Альфред Хичкок представляет         | Режиссёр                                                | 3 Эпизода                                  |
| 1957    | Сломанная стрела                    | Сценарист                                               | 1 Эпизод: «Apache Massacre»                |
| 1957    | Ноев ковчег                         | Сценарист                                               | 1 Эпизод: «The Intruder»                   |
| 1957    | Облава                              | Сценарист                                               | 1 Эпизод: «The Big Blank»                  |
| 1957    | Код 3                               | Режиссёр                                                | 1 Эпизод: «Oil Well Incident»              |
| 1957    | Таинственный театр Джорджа Сандерса | Режиссёр                                                | 1 Эпизод: «Love Has No Alibi»              |
| 1957    | Суд последней надежды               | Режиссёр                                                | 1 Эпизод: «The Gordon Wallace Case»        |
| 1957    | Тонкий человек                      | Режиссёр                                                | 1 Эпизод: «Come Back Darling Asta»         |
| 1957-58 | Зорро                               | Сценарист, Режиссёр                                     |                                            |
| 1958    | Рейс                                | Сценарист                                               | 3 Эпизода                                  |
| 1959    | Симаррон Сити                       | Сценарист, Режиссёр                                     |                                            |
| 1959-61 | Годы беззакония                     | Сценарист                                               | 4 Эпизода                                  |
| 1960    | Пони-экспресс                       | Сценарист                                               | 2 Эпизода                                  |
| 1961    | Акапулько                           | Режиссёр                                                | 1 Эпизод: «Bell's Half Acre»               |
| 1961    | Автобусная остановка                | Сценарист                                               | 1 Эпизод: «The Covering Darkness»          |
| 1961    | Хлыст                               | Режиссёр, Ассоциированный продюсер                      |                                            |
| 1963    | Правосудие Берка                    | Сценарист                                               | 2 Эпизода                                  |
| 1963    | Ларами                              | Сценарист                                               | 1 Эпизод: «The Sometime Gambler»           |
| 1964-66 | Бен Кэйси                           | Сценарист, Режиссёр, Продюсер                           |                                            |
| 1965-80 | Проницательность                    | Сценарист, Режиссёр, Продюсер, Консультант по сценариям | Многочисленные эпизоды                     |
| 1966-67 | Беглец                              | Сценарист, Режиссёр, Co-Продюсер                        |                                            |
| 1967    | Захватчики                          | Режиссёр                                                | 1 Эпизод: «The Betrayed»                   |
| 1967-69 | Звёздный путь: Оригинальный сериал  | Сценарист, Режиссёр, Продюсер                           |                                            |
| 1967-74 | Менникс                             | Сценарист, Режиссёр                                     |                                            |
| 1970    | Безмолвная сила                     | Сценарист                                               | 1 Эпизод: «Take As Directed For Death»     |
| 1970-72 | Ночная галерея                      | Режиссёр                                                | 4 Эпизода                                  |
| 1971    | Медицинский центр                   | Сценарист                                               | 2 Эпизода                                  |
| 1971-75 | Полицейский хирург                  | Режиссёр                                                | Многочисленные эпизоды                     |
| 1973    | Затерянные среди звёзд              | Сценарист                                               | 1 Эпизод: «The Implant People» (Не указан) |
| 1974    | Планета обезьян                     | Режиссёр                                                | 1 Эпизод: «Up Above the World So High»     |
| 1975    | Швейцарская семья Робинзонов        | Сценарист                                               | 2 Эпизода                                  |
| 1975-76 | Гарри О                             | Сценарист                                               | 5 Эпизодов                                 |
| 1976-78 | Человек на шесть миллионов долларов | Сценарист, Режиссёр                                     |                                            |
| 1977    | Коджак                              | Сценарист                                               | 1 Эпизод: «Tears for All Who Love Her»     |
| 1977    | Бегства Логана                      | Сценарист                                               | 1 Эпизод: «The Judas Goat»                 |
| 1977    | Рафферти                            | Сценарист                                               | 2 Эпизода                                  |
| 1978    | Остров фантазий                     | Сценарист                                               | 1 Эпизод                                   |
| 1980    | За пределами Мира Дикого Запада     | Продюсер                                                | 5 Эпизодов                                 |
| 1980    | Это жизнь                           | Режиссёр                                                | 1 Эпизод: «Independence and '76»           |
| 1981    | Ниро Вульф                          | Сценарист                                               | 1 Эпизод: «To Catch a Dead Man»            |